# Siegfried Fischer
Fritz Adolf Ferdinand Siegfried Fischer, även Sigge Fischer, född 19 juli 1894 i Tyska församlingen i Stockholm, död 8 april 1976 i Katarina församling i Stockholm, var en svensk skådespelare, teaterledare, manusförfattare och författare.
Siegfried Fischer började sin skådespelarbana vid Kristallsalongen 1911 och hade därefter anställning vid ett flertal landsortssällskap såsom 1913–1914 hos Axel Lindblad och 1914–1915 hos Martin Sterner, samt 1915–1919 åtskilliga turnéer exempelvis Hildi Waernmarks, Harry Bergvalls, Oscar Winges och Oscar Bæckström. Han var engagerad vid Blancheteatern 1919–1921 och sedan vid Casinoteatern fram till 1928, där han även var verksam som regissör och pjäsförfattare. 1932–1938 drev han Mosebacketeatern som eget företag, samtidigt drev han även 1936–1942 Klippans sommarteater och 1932–1937 Söders friluftsteater där han satte upp lustspel, som han skrivit själv tillsammans med sin bror.
Fischer var son till kapellmästaren Franz Fischer (1867–1944) och bror till skådespelaren Arthur Fischer (1897–1991). Han är begravd på Skogskyrkogården i Stockholm.

## Filmmanus
- 1933 – Augustas lilla felsteg
- 1935 – Munkbrogreven
- 1947 – Kronblom – (Hans liv och leverne)
- 1949 – Kronblom kommer till stan

## Filmografi, roller i urval
- 1920 – Carolina Rediviva
- 1921 – Högre ändamål
- 1921 – Vallfarten till Kevlaar
- 1922 – Vem dömer
- 1928 – Gustaf Wasa del I
- 1932 – Vi som går köksvägen
- 1933 – Augustas lilla felsteg
- 1933 – Bomans pojke
- 1934 – Pettersson - Sverige
- 1935 – Grabbarna i 57:an
- 1937 – Ryska snuvan
- 1939 – Oss baroner emellan
- 1943 – Hon trodde det var han
- 1943 – Sonja
- 1944 – Skeppar Jansson
- 1944 – Hemsöborna
- 1944 – Skogen är vår arvedel
- 1945 – Bröderna Östermans huskors
- 1945 – I Roslagens famn
- 1947 – Kronblom
- 1947 – Livet i Finnskogarna
- 1947 – 91:an Karlssons permis
- 1947 – Pappa sökes
- 1947 – Den långa vägen
- 1948 – Loffe som miljonär
- 1948 – Robinson i Roslagen
- 1949 – Hin och smålänningen
- 1949 – Kronblom kommer till stan
- 1949 – Lång-Lasse i Delsbo
- 1949 – Bohus Bataljon
- 1950 – Stjärnsmäll i Frukostklubben
- 1950 – Rågens rike
- 1950 – Motorkavaljerer
- 1951 – Tull-Bom
- 1951 – Skeppare i blåsväder
- 1951 – Starkare än lagen
- 1952 – Kalle Karlsson från Jularbo
- 1952 – När syrenerna blomma
- 1953 – Ursula – flickan i finnskogarna
- 1954 – Taxi 13
- 1954 – Skrattbomben
- 1955 – Ljuset från Lund
- 1956 – Krut och kärlek
- 1957 – Johan på Snippen tar hem spelet
- 1958 – Mannekäng i rött
- 1959 – Mälarpirater
- 1962 – Raggargänget
- 1963 – Tre dar i buren
- 1964 – Vi på Saltkråkan (TV-serie)
- 1964 – Bröllopsbesvär
- 1964 – Tjorven, Båtsman och Moses
- 1966 – Tjorven och Mysak
- 1967 – Skrållan, Ruskprick och Knorrhane
- 1967 – Bränt barn
- 1968 – Farbror Blås nya båt
- 1969 – Håll polisen utanför (TV-serie)

## Teater

### Pjäsmanus
- 1927 – Kärlek i alla knutar (tillsammans med Arthur Fischer)
- 1929 – Fjällgatan 14
- 1930 – Skeppar Ömans flammor
- 1931 – En Söderpojke
- 1931 – Augustas lilla felsteg
- 1932 – Skojar-Hampus på Stornäs
- 1933 – Amandas kärlekspant
- 1933 – Violen från Flen
- 1934 – Dollarflickan (tillsammans med Arthur Fischer)
- 1934 – Greven av Gamla stan (tillsammans med Arthur Fischer)
- 1935 – Hur ska' de' gå för Pettersson? (uppsatt av TV-teatern 1984, se Hur ska det gå för Pettersson?)
- 1935 – Följ me' till Köpenhamn
- 1936 – Moster Klara från Skara
- 1936 – Skojar-Hampus
- 1937 – Va' händer hos Jonssons
- 1938 – Glada änkan i 12:an
- 1938 – Kökskavaljerer
- 1939 – Friar'n från Kisa
- 1940 – Familjen Larsson
- 1940 – Här dansar Kalle Karlsson
- 1944 – Annie från Amörrika
- 1951 – Karusellen på Björkeby
- 1952 – Han valsade en sommar

### Roller
| År   | Roll                                 | Produktion                                                          | Regi               | Teater                                              |
| ---- | ------------------------------------ | ------------------------------------------------------------------- | ------------------ | --------------------------------------------------- |
| 1919 | Skräddaren                           | När byskräddaren och byskomakaren gifte bort sin pojke Björn Hodell | Pierre Fredriksson | Tantolundens friluftsteater                         |
| 1921 | Michail                              | Skulden till allt Lev Tolstoj                                       | Alexander Moissi   | Blancheteatern                                      |
| 1922 | Rodrigo                              | Lulu Frank Wedekind                                                 | Maria Orska        | Blancheteatern                                      |
| 1923 | Charles Chaplin                      | En vårmässa på Munkbron, revy Edvin Janse                           |                    | Casinoteatern                                       |
| 1923 |                                      | Anna-Lenas friare Gideon Wahlberg                                   | Leopold Edin       | Söders friluftsteater                               |
| 1925 |                                      | Gubbar på friarstråt Jan-Gran                                       | Edvin Janse        | Söders friluftsteater                               |
| 1926 |                                      | Kärlek och rackarknep Anders Asping                                 | Manne Göthson      | Söders friluftsteater                               |
| 1928 |                                      | Österlunds Hanna Frans Hedberg                                      | Hjalmar Peters     | Tantolundens friluftsteater                         |
| 1929 |                                      | Westerbergs pojke Gideon Wahlberg                                   |                    | Söders friluftsteater flyttad till Mosebacketeatern |
| 1929 |                                      | Fjällgatan 14 Sigge Fischer                                         |                    | Mosebacketeatern                                    |
| 1930 |                                      | Skeppar Ömans flammor Siegfried Fischer                             |                    | Söders friluftsteater                               |
| 1930 | Direktör David Josephson, procentare | Söderkåkar Gideon Wahlberg                                          | Hugo Jacobson      | Mosebacketeatern                                    |
| 1931 | Jonas, dräng Boman, sjökapten        | Ta' fast tjuven Gran                                                |                    | Mosebacketeatern                                    |
| 1931 |                                      | Äventyr vid kolonistugan Gideon Wahlberg och Walter Stenström       |                    | Mosebacketeatern                                    |
| 1931 |                                      | En Söderpojke Siegfried Fischer                                     | Siegfried Fischer  | Söders friluftsteater                               |
| 1931 |                                      | Augustas lilla felsteg Siegfried Fischer                            |                    | Mosebacketeatern                                    |
| 1932 |                                      | Skojar-Hampus på Stornäs Siegfried Fischer                          |                    | Söders friluftsteater                               |
| 1932 | Skeppsredaren                        | Skeppar Ömans flammor Siegfried Fischer                             |                    | Mosebacketeatern                                    |
| 1933 | Adolf Boman, lossarbas               | En Söderpojke Siegfried Fischer                                     | Siegfried Fischer  | Mosebacketeatern                                    |
| 1933 |                                      | Amandas kärlekspant Siegfried Fischer                               | Siegfried Fischer  | Mosebacketeatern                                    |
| 1933 |                                      | Violen från Flen Siegfried Fischer                                  | Siegfried Fischer  | Söders friluftsteater                               |
| 1933 |                                      | Barn på beställning Arthur Fischer                                  | Arthur Fischer     | Mosebacketeatern                                    |
| 1934 | Gurkan                               | Greven av Gamla stan Sigge och Arthur Fischer                       |                    | Mosebacketeatern                                    |
| 1934 |                                      | Dollarflickan Sigge och Arthur Fischer                              |                    | Söders friluftsteater                               |
| 1935 |                                      | Café Södergöken Olle Gunnarsson                                     |                    | Mosebacketeatern                                    |
| 1936 |                                      | Skojar-Hampus Sigge Fischer                                         |                    | Mosebacketeatern                                    |
| 1936 | Pontus Rylander                      | Moster Klara från Skara Siegfried Fischer                           | Siegfried Fischer  | Söders friluftsteater                               |
| 1936 | Jaktuppsyningsmannen                 | Hemsöborna August Strindberg                                        | Sigge Fischer      | Mosebacketeatern                                    |
| 1936 |                                      | Agustas lilla felsteg Sigge Fischer                                 |                    | Mosebacketeatern                                    |
| 1937 |                                      | Lördagsflirt Bjørn Bjørnevik                                        |                    | Mosebacketeatern                                    |
| 1937 |                                      | Spanska flugan Franz Arnold och Ernst Bach                          |                    | Mosebacketeatern                                    |
| 1937 |                                      | Hur ska' de' gå för Pettersson? Sigge Fischer                       |                    | Mosebacketeatern                                    |
| 1938 |                                      | Glada änkan i 12:an Siegfried Fischer                               | Siegfried Fischer  | Klippans sommarteater                               |
| 1938 | Rudolf Lundborg, direktör            | Kökskavaljerer Siegfried Fischer                                    | Siegfried Fischer  | Mosebacketeatern                                    |
| 1940 |                                      | Här dansar Kalle Karlsson Sigge Fischer                             |                    | Klippans sommarteater                               |
| 1963 |                                      | Desertören Bengt V. Wall                                            | Frank Sundström    | Uppsala stadsteater                                 |

### Regi
| År   | Produktion                      | Upphovsmän                               | Teater                      |
| ---- | ------------------------------- | ---------------------------------------- | --------------------------- |
| 1931 | En Söderpojke                   | Siegfried Fischer                        | Söders friluftsteater       |
| 1933 | Violen från Flen                | Siegfried Fischer                        | Söders friluftsteater       |
| 1933 | En Söderpojke                   | Siegfried Fischer                        | Mosebacketeatern            |
| 1933 | Amandas kärlekspant             | Siegfried Fischer                        | Mosebacketeatern            |
| 1935 | Hur ska' de' gå för Pettersson? | Siegfried Fischer                        | Söders friluftsteater       |
| 1936 | Moster Klara från Skara         | Siegfried Fischer                        | Söders friluftsteater       |
| 1936 | Hemsöborna                      | August Strindberg                        | Mosebacketeatern            |
| 1937 | Bergsprängarbruden              | Albin Erlandzon                          | Mosebacketeatern            |
| 1937 | Fredrik och försynen            | Henning Ege                              | Mosebacketeatern            |
| 1938 | Glada änkan i 12:an             | Siegfried Fischer                        | Klippans sommarteater       |
| 1938 | Kökskavaljerer                  | Siegfried Fischer                        | Mosebacketeatern            |
| 1942 | Grand Hôtel Ludde, revy         | Ch. Henry och Einar Molin                | Odeonteatern, Stockholm     |
| 1944 | Annie från Amörrika             | Sigge Fischer, Ch. Henry och Einar Molin | Tantolundens friluftsteater |
| 1951 | Karusellen på Björkeby          | Sigge Fischer                            | Tantolundens friluftsteater |
| 1952 | Han valsade en sommar           | Sigge Fischer                            | Tantolundens friluftsteater |

## Radioteater

### Roller
| År   | Roll             | Produktion                     | Regi           |
| ---- | ---------------- | ------------------------------ | -------------- |
| 1960 | Agust, en granne | Jons födelsedag Inge Johansson | Helge Hagerman |

### Fotnoter
1. 1 2  ”Siegfried Fischer”. Svensk Filmdatabas. http://sfi.se/sv/svensk-filmdatabas/Item/?type=PERSON&itemid=58247&iv=BIOGRAPHY. Läst 15 augusti 2012.
2. ↑  Fischer, Sigfried i Svensk uppslagsbok (andra upplagan, 1947–1955)
3. ↑  Dagens Nyheter 8 januari 1944 sid.11
4. ↑  Hitta graven
5. ↑  ”Teater Musik”. Dagens Nyheter:  s. 6. 10 juni 1919. http://arkivet.dn.se/arkivet/tidning/1919-06-10/153/6. Läst 6 februari 2016.
6. ↑  ”Skulden till allt”. Musikverket. http://calmview.musikverk.se/CalmView/Record.aspx?src=CalmView.Performance&id=PERF22151&pos=4. Läst 4 april  2016.
7. ↑  ”Lulu”. Musikverket. http://calmview.musikverk.se/CalmView/Record.aspx?src=CalmView.Performance&id=PERF22052&pos=11. Läst 4 april  2016.
8. ↑  ”Teaterannons”. Dagens Nyheter:  s. 6. 12 mars 1923. http://arkivet.dn.se/arkivet/tidning/1923-03-12/69/6. Läst 28 december 2015.
9. ↑  ”Teater Musik: Söders friluftsteater”. Dagens Nyheter:  s. 7. 5 maj 1923. https://tidningar.kb.se/cr2n79v69jdrz0h8/part/1/page/7. Läst 7 augusti 2025.
10. ↑  Ai. (22 maj 1923). ”Teater Musik: Söders friluftsteater”. Dagens Nyheter:  s. 5. https://tidningar.kb.se/bq1mv4758mw1x13h/part/1/page/5. Läst 7 augusti 2025.
11. ↑  ”Teater och Musik: Söders friluftsteater”. Arbetet:  s. 10. 22 maj 1925. https://tidningar.kb.se/sb4ck4343mg96k9/part/1/page/10. Läst 7 augusti 2025.
12. ↑  ”Teater och Musik: Söders friluftsteater”. Aftonbladet:  s. 2. 3 juni 1925. https://tidningar.kb.se/dxqthnjq225q3hb/part/1/page/2. Läst 7 augusti 2025.
13. ↑  ”Teater och Musik: Söders friluftsteater”. Dagens Nyheter:  s. 12. 20 maj 1926. https://arkivet.dn.se/tidning/1926-05-20/134/12. Läst 7 augusti 2025.
14. ↑  ”'Österlunds Hanna' i Tantolunden”. Dagens Nyheter:  s. 12. 3 juni 1928. http://arkivet.dn.se/arkivet/tidning/1928-06-03/149/12. Läst 1 januari 2016.
15. ↑  ”Scen och Film: Söders friluftsteater startar”. Dagens Nyheter:  s. 11. 7 juni 1929. https://arkivet.dn.se/tidning/1929-06-07/152/11. Läst 6 augusti 2025.
16. ↑  ”Teaterannons”. Dagens Nyheter:  s. 16. 9 juni 1929. http://arkivet.dn.se/arkivet/tidning/1929-06-09/154/16. Läst 2 januari 2016.
17. ↑  ”Nytt på Mosebacketeatern”. Dagens Nyheter:  s. 16. 12 december 1929. http://arkivet.dn.se/arkivet/tidning/1929-12-15/342/16. Läst 2 januari 2016.
18. ↑  ”Teater Musik och Film: Femtionde”. Dagens Nyheter:  s. 7. 21 juli 1930. https://arkivet.dn.se/tidning/1930-07-21/194/7. Läst 6 augusti 2025.
19. ↑  ”Teater, Musik och Film”. Dagens Nyheter:  s. 9. 28 augusti 1930. http://arkivet.dn.se/arkivet/tidning/1930-08-28/232/9. Läst 2 januari 2016.
20. ↑  ”Mosebackepremiär”. Dagens Nyheter:  s. 10. 28 januari 1931. http://arkivet.dn.se/arkivet/tidning/1931-01-28/26/10. Läst 2 januari 2016.
21. ↑  ”Teater, Musik och Film”. Dagens Nyheter:  s. 12. 28 februari 1931. http://arkivet.dn.se/arkivet/tidning/1931-02-28/57/12. Läst 3 januari 2016.
22. ↑  ”Teater, Musik och Film: Sommarteater på Söder”. Dagens Nyheter:  s. 13. 19 maj 1931. https://arkivet.dn.se/tidning/1931-05-19/133/13. Läst 6 augusti 2025.
23. ↑  Oscar Rydqvist (13 december 1931). ”Teater Musik Film: Mosebackepremiär”. Dagens Nyheter:  s. 17. http://arkivet.dn.se/arkivet/tidning/1931-12-13/339/17. Läst 3 januari 2016.
24. ↑  ”Teaterannons”. Dagens Nyheter:  s. 20. 3 juni 1932. https://arkivet.dn.se/tidning/1932-06-03/148/20. Läst 6 augusti 2025.
25. ↑  ”Teater Musik Film: 'Skeppar Ömans flammor'”. Dagens Nyheter:  s. 10. 22 oktober 1932. http://arkivet.dn.se/arkivet/tidning/1932-10-22/288/10. Läst 3 januari 2016.
26. 1 2  ”'En Söderpojke' på Mosebacke”. Dagens Nyheter:  s. 7. 8 januari 1933. http://arkivet.dn.se/arkivet/tidning/1933-01-08/6/5. Läst 4 januari 2016.
27. 1 2  ”Teater Musik Film”. Dagens Nyheter:  s. 9. 2 mars 1933. http://arkivet.dn.se/arkivet/tidning/1933-03-02/59/9. Läst 4 januari 2016.
28. ↑  ”Teater Musik Film: Söders friluftsteater, Vitabergsparken”. Dagens Nyheter:  s. 13. 31 maj 1933. http://arkivet.dn.se/arkivet/tidning/1933-05-31/145/12. Läst 4 januari 2016.
29. ↑  ”Teater Musik Film: Mosebacketeatern”. Dagens Nyheter:  s. 9. 21 oktober 1933. http://arkivet.dn.se/arkivet/tidning/1933-10-21/286/9. Läst 4 januari 2016.
30. ↑  ”Teater Musik Film: Mosebacketeatern”. Dagens Nyheter:  s. 8. 17 februari 1934. http://arkivet.dn.se/arkivet/tidning/1934-02-17/46/8. Läst 7 januari 2016.
31. ↑  ”Teater Musik Film: 'Greven av Gamla stan”. Dagens Nyheter:  s. 9. 18 februari 1934. http://arkivet.dn.se/arkivet/tidning/1934-02-18/47/9. Läst 7 januari 2016.
32. ↑  ”Teater Musik Film: Söders friluftsteater”. Dagens Nyheter:  s. 10. 9 juni 1934. https://arkivet.dn.se/tidning/1934-06-09/153/10. Läst 7 augusti 2025.
33. ↑  ”Teater Musik Film”. Dagens Nyheter:  s. 11. 14 mars 1935. http://arkivet.dn.se/arkivet/tidning/1935-03-14/72/11. Läst 28 december 2015.
34. ↑  ”Teaterannons”. Dagens Nyheter:  s. 18. 5 januari 1936. http://arkivet.dn.se/arkivet/tidning/1936-01-05/4/18. Läst 4 januari 2016.
35. ↑  ”I största korthet”. Dagens Nyheter:  s. 9. 13 juni 1936. https://arkivet.dn.se/tidning/1936-06-13/158/9. Läst 7 augusti 2025.
36. ↑  Åb. (14 juni 1936). ”Premiär på Söders friluftsteater”. Dagens Nyheter:  s. 19. https://arkivet.dn.se/tidning/1936-06-14/159/19. Läst 7 augusti 2025.
37. ↑  Oscar Rydqvist (11 oktober 1936). ”Strindberg på Mosebacke”. Dagens Nyheter:  s. 16. http://arkivet.dn.se/arkivet/tidning/1936-10-11/277/16. Läst 28 december 2015.
38. ↑  ”Teater Musik Film”. Dagens Nyheter:  s. 15. 9 december 1937. http://arkivet.dn.se/arkivet/tidning/1936-12-09/336/15. Läst 10 januari 2016.
39. ↑  ”Teater Musik Film: Mosebacketeatern”. Dagens Nyheter:  s. 9. 6 mars 1937. http://arkivet.dn.se/arkivet/tidning/1937-03-06/63/9. Läst 10 januari 2016.
40. ↑  ”Teater Musik Film: Mosebackepremiär”. Dagens Nyheter:  s. 16. 28 mars 1937. http://arkivet.dn.se/arkivet/tidning/1937-03-28/83/10. Läst 10 januari 2016.
41. ↑  ”Teaterannons”. Dagens Nyheter:  s. 18. 30 oktober 1937. http://arkivet.dn.se/arkivet/tidning/1937-10-30/295/18. Läst 10 januari 2016.
42. 1 2  Jerome (5 juni 1938). ”Mera friluftsteater”. Dagens Nyheter:  s. 10. https://arkivet.dn.se/tidning/1938-06-05/150/10. Läst 3 januari 2025.
43. 1 2  ”Teater Musik Film”. Dagens Nyheter:  s. 10. 8 oktober 1938. http://arkivet.dn.se/arkivet/tidning/1938-10-08/273/10. Läst 19 september 2016.
44. ↑  ”Teaterannons”. Dagens Nyheter:  s. 12. 8 juni 1940. http://arkivet.dn.se/arkivet/tidning/1940-06-08/154/12. Läst 26 januari 2016.
45. ↑  Ebbe Linde (30 mars 1963). ”'Desertören' en välbyggd, realistisk pjäs”. Dagens Nyheter:  s. 12. https://arkivet.dn.se/sok/?searchTerm=&fromPublicationDate=1963-03-30&toPublicationDate=1963-03-30. Läst 28 maj 2018.
46. ↑  ”Teater Musik Film: Premiär på Mosebacke”. Dagens Nyheter:  s. 9. 17 januari 1937. http://arkivet.dn.se/arkivet/tidning/1937-01-17/15/9. Läst 10 januari 2016.
47. ↑  ”Teater Musik Film: Mosebacke teater”. Dagens Nyheter:  s. 10. 2 oktober 1937. http://arkivet.dn.se/arkivet/tidning/1937-10-02/267/10. Läst 19 september 2016.
48. ↑  Jerome (1 februari 1942). ”Odéon: 'Grand Hôtel Ludde'”. Dagens Nyheter:  s. 14. http://arkivet.dn.se/arkivet/tidning/1942-02-01/30/14. Läst 31 januari 2016.
49. ↑  ”Teater Musik Film”. Dagens Nyheter:  s. 15. 7 juni 1944. http://arkivet.dn.se/arkivet/tidning/1944-06-07/152/15. Läst 5 februari 2016.
50. ↑  Perpetua (10 juni 1951). ”Teater Musik Film: Fyra kärlekspar i Tanto”. Dagens Nyheter:  s. 12. http://arkivet.dn.se/arkivet/tidning/1951-06-10/153/12. Läst 6 mars 2016.
51. ↑  Perpetua (9 juni 1952). ”Teater Musik Film: Friluftspremiär”. Dagens Nyheter:  s. 7. http://arkivet.dn.se/arkivet/tidning/1952-06-09/154/7. Läst 6 mars 2016.
52. ↑  ”TV och radio”. Dagens Nyheter:  s. 31. 19 november 1960. http://arkivet.dn.se/arkivet/tidning/1960-11-19/315/31. Läst 18 mars 2016.